# Пальмітолеїнова кислота
Пальмітолеїнова кислота, або (9Z)-гексадец-9-енова кислота — це омега-7 мононенасичена жирна кислота з формулою СН3(СН2)5СН=СН(СН2)7СООН, яка є складовою загальною частиною гліцеридів жирової тканини людини. Як правило, вона присутній у всіх тканинах, але у печінці знаходиться у більших кількостях. Вона синтезована з пальмітинової кислоти під дією ферменту Stearoyl-КоА-десатурази-1.

## Харчові джерела
Пальмітолеїнова кислота може бути скорочений як 16:1∆9. Харчові джерела пальмітолеїнової кислоти включають в себе грудне молоко, різні тваринні жири, рослинні олії і риб'ячий жир. Олія макадамії (із горіхів Macadamia integrifolia) і обліпихова олія (зі звичайної обліпихи) є рослинними джерелами кислоти з її високою концентрацією, і містять відповідно по 17 % і 19-29 % пальмітолеїнової кислоти. Також олія із плодів дуріану виду Durio graveolens містить до 13.55 % пальмітолеїнової кислоти.